# Emtekær Nor
Emtekær Nor är en vik i Danmark. Den ligger i Region Syddanmark, i den södra delen av landet. Viken skiljs av en sandbank från Lilla Bält.